# Lingua tetum
Il tetum (Lia-tetun, AFI: [ˈt̪et̪un̪]; in indonesiano: Bahasa Tetun; in portoghese: Língua tétum, AFI: [ˈlĩ.ɡwɐ ˈtɛtũ]) è una delle due lingue ufficiali di Timor Est. È una lingua austronesiana del ceppo maleo-polinesiano che ha assorbito molti vocaboli del portoghese, dell'indonesiano e del malese, parlata, oltreché a Timor Est, nella Reggenza di Belu (nella confinante regione indonesiana di Timor Ovest). I principali locutori di tale idioma sono gli appartenenti all'omonima etnia dell'isola.

## Etnia
I Tetum, stirpe maleo-polinesiana costituita da circa 100 000 persone, sono la principale etnia di Timor Est. Sono emigrati solo nel XIV secolo a Timor, secondo i loro racconti, dalla penisola di Malacca, in Malaysia. Inizialmente si insediarono al centro dell'isola e spinsero gli Atoin Meto nella parte occidentale di Timor. In seguito si espansero anche nella parte orientale e fondarono in tutto quattro regni, dei quali il più forte era quello di Wehale. La loro lingua divenne allora veicolare nella parte centro-orientale dell'isola. Ancora oggi i Tetum vivono al centro dell'isola da entrambi i confini e sulla costa sud-orientale.

## Dialetti

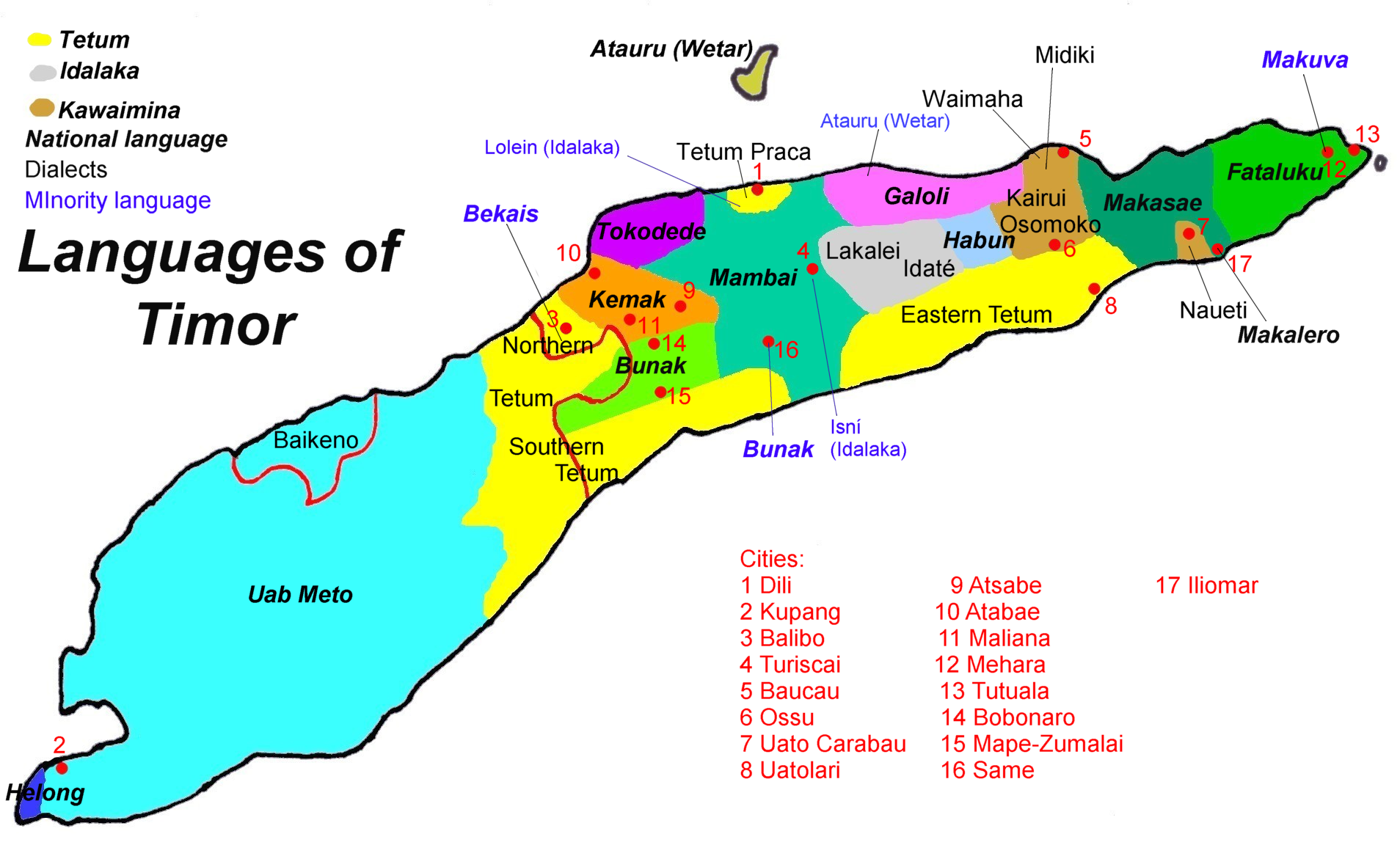
Panoramica generale delle lingue di Timor Est

Il Tetum era nato come Pidgin in seguito alla colonizzazione di Timor da parte del Portogallo. Sotto il dominio portoghese l'istruzione era possibile solo in portoghese, sebbene il Tetum e le altre lingue potessero essere usate. Il portoghese ebbe quindi un forte influsso sul dialetto tetum Tetun Prasa (port. Tétum-praça), che veniva parlato nella capitale Dili, in contrapposizione con quello parlato in campagna, il Tetun Terik. Oggi il Tetun Prasa è molto più diffuso e viene insegnato nelle scuole come Tétum Oficial. Durante il dominio coloniale portoghese il portoghese era la lingua ufficiale, ma il tetum veniva usato come lingua franca. Dopo l'annessione di Timor Est da parte dell'Indonesia la lingua portoghese venne vietata, anche se la Chiesa cattolica non teneva le messe in indonesiano, ma in Tetum e contribuì non poco alla conservazione della lingua e alla sua identità.
Secondo Ethnologue si distinguono i seguenti dialetti:
- Tétum Oficial (Tetun Prasa, Tétum-praça, Tetun Dili, Dili Tetun)
- Tetum orientale (Soibada, Natarbora, Lakluta)
- Tetum meridionale (Lia Fehan, Tetum di campagna, Tasi Mani, Belu Selatan, Belu Tetun, Belunese)
- Tetum settentrionale (Lia Foho, Tetum di collina, Tasi Feto, Belu Utara, Belu Tetun, Belunese)

Il Belu Tetum era la lingua dell'antico regno di Wehale.

## Vocabolario
Il nome tetum per Timor Est è Timor Lorosa'e, che tradotto letteralmente significa "Timor del sole che sorge". Lorosa'e deriva da loro ("Sole"). Loron significa "giorno".
Il termine tetum per "parola" è liafuan, da lia ("voce") e fuan ("frutto").

### Di origine austronesiana
Parole austronesiane:
- boot - "grande"
- ki'ik - "piccolo"
- mane - "uomo"
- fetu - "donna"
- foho - "monte"
- tasi - "mare"
- rain - "terra"

### Di origine portoghese
Parole che derivano dal portoghese:

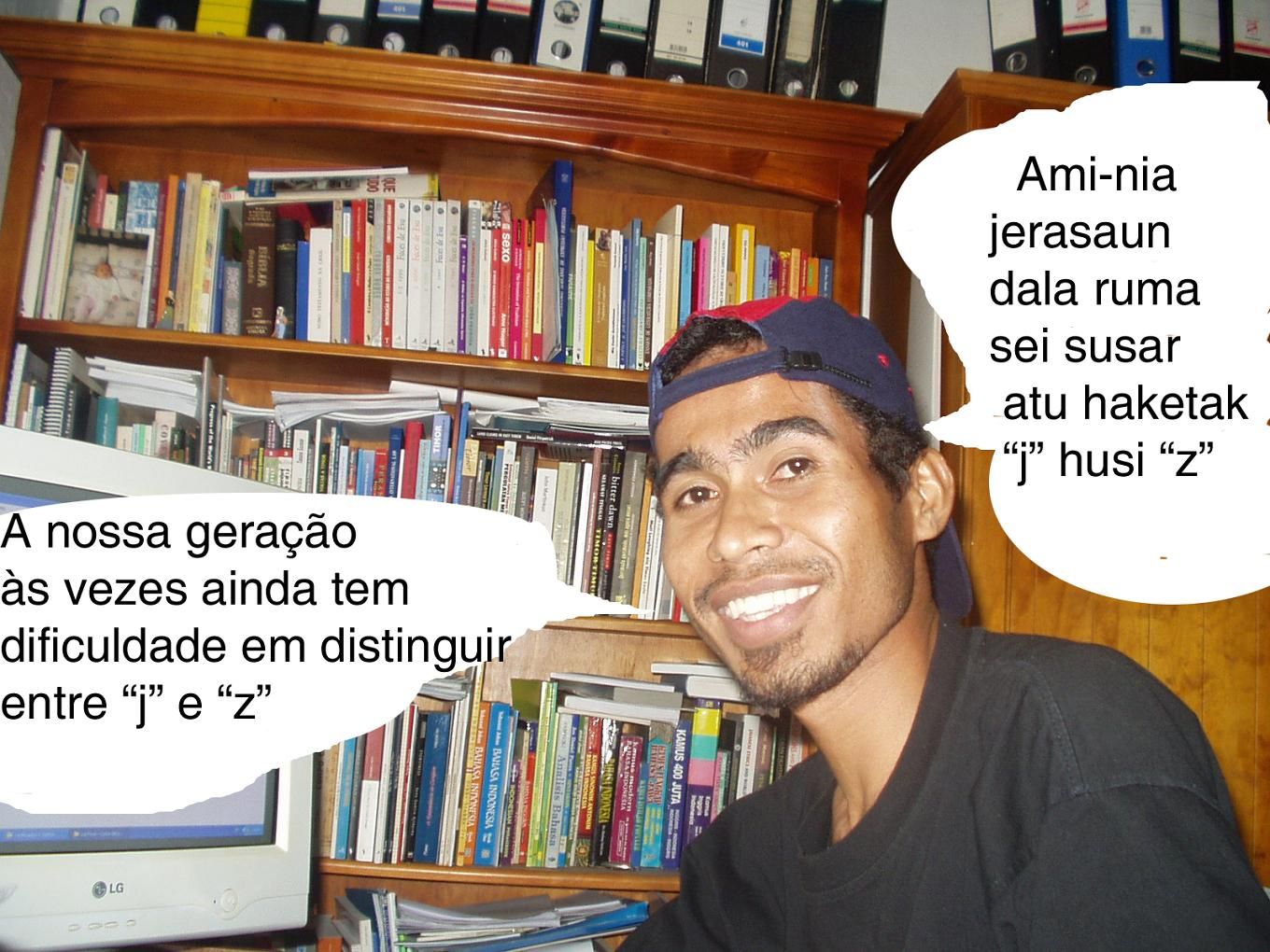
Portoghese e Tetum

- aprende - "imparare" (da aprender)
- demais - "troppo"
- entaun - "quindi", "ora" (da então)
- eskola - "scuola" (da escola)
- igreja - "chiesa"
- istória - "storia" (da história)
- paun - "pane" (da pão)
- povu - "popolo" (da povo)
- relijiaun - "religione" (da religião)
- tenke - "dovere" (da tem que)
- ajuda - "aiuto"

Come in indonesiano il suono [z] (in portoghese s o z) in Tetum viene spesso modificato in [ʒ] (scritto j). Esempi: meja ("tavolo") da mesa, kemeja ("camicia") da camisa. Le lettere portoghesi b e v sono state scambiate: serbisu ("lavoro") dal portoghese serviço.

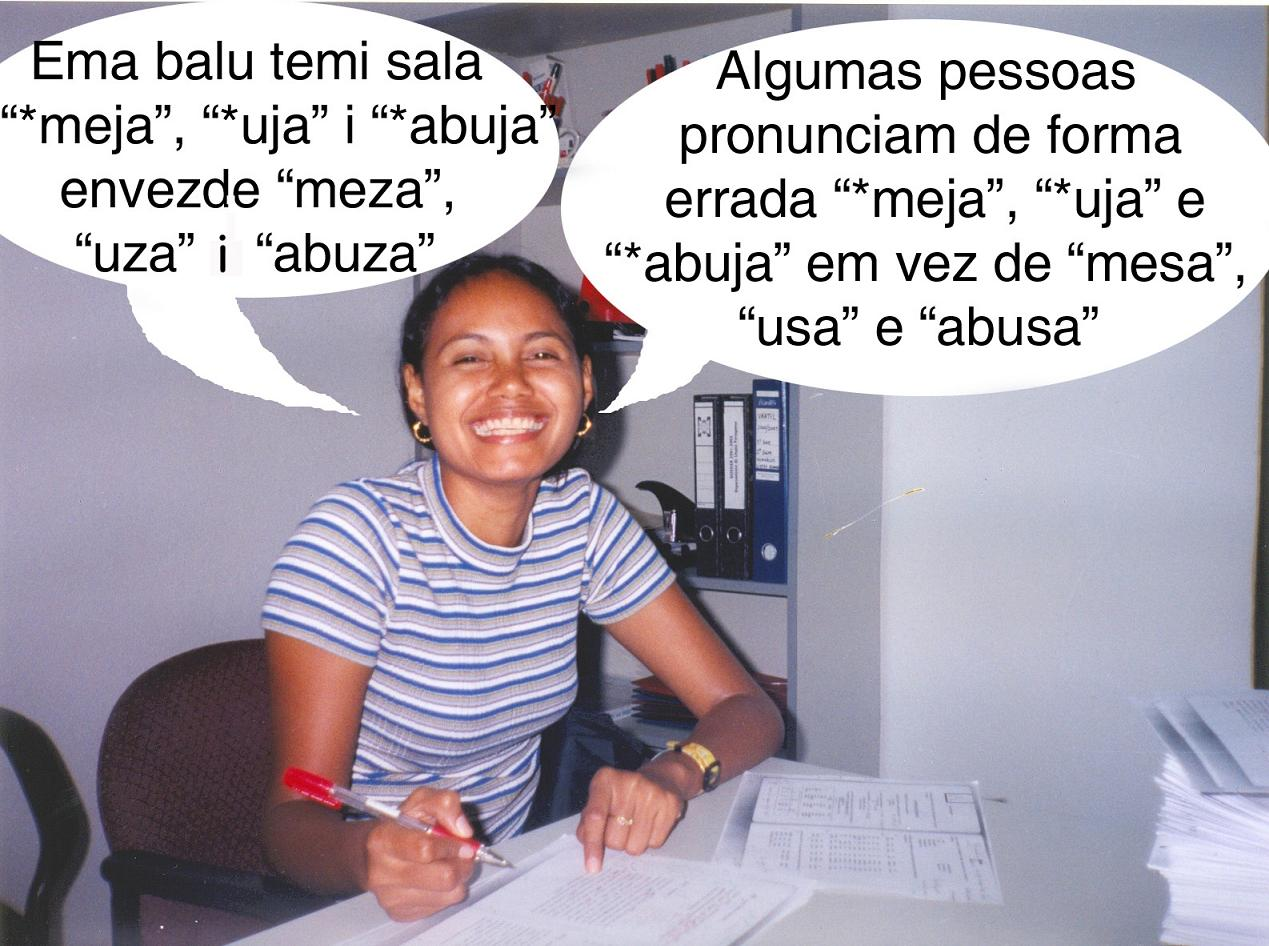
Tetum e portoghese

### Di origine maleo-indonesiana
Parole di origine malese:
- barak - "molto" (da banyak)
- bele - "potere" (da boleh)
- uma - "casa" (da rumah)
- dalan - "strada" (da jalan)
- karreta - "automobile" (da kereta)
- lima - "cinque" (da limah)
- oan - "uomo" (da orang)
- tulun - "aiutare" (da tolong)
- malae - "straniero" (da melayu = "Malay")

### Numeri
- ida - "uno"
- rua - "due"
- tolu - "tre"
- haat - "quattro"
- lima - "cinque"
- neen - "sei"
- hitu - "sette"
- ualu - "otto"
- sia - "nove"
- sanulu - "dieci"
- sanulu-resin-ida - "undici"
- sanulu-resin-rua - "dodici"
- sanulu-resin-tolu - "tredici"
- sanulu-resin-haat - "quattordici"
- sanulu-resin-lima - "quindici"
- sanulu-resin-neen - "sedici"
- sanulu-resin-hitu - "diciassette"
- sanulu-resin-walu - "diciotto
- sanulu-resin-sia - "diciannove"
- ruanulu - "venti"
- ruanulu-resin-ida - "ventuno"
- tolunulu - "trenta"
- haatnulu - "quaranta"
- limanulu - "cinquanta"
- neennulu - "sessanta"
- hitunulu - "settanta"
- walunulu - "ottanta"
- sianulu - "novanta"
- atus ida - "cento"
- atus ida resin ida - "centouno"

Tuttavia i parlanti il tetum utilizzano spesso anche parole maleo-indonesiane, come ad esempio duapuluh ("venti") anziché ruanulu, soprattutto per le cifre oltre mille.